# Нижня Кама (національний парк)
Національний парк «Нижня Кама» (рос. Национальный парк «Нижняя Кама»; тат. «Түбән Кама» милли паркы) — національний парк розташований на теренах Республіки Татарстан, Росія.
Створений 20 квітня 1991 року. Загальна площа парку — 26,6 тисяч га.

## Географія
Національний парк розташований на північному сході Республіки Татарстан в межах Східного Прикам'я і Східного Закам'я, в долині річки  Ками та її приток Тойми, Кріуша, Танайка, Шільнінка. Територія парку розташована в межах двох адміністративних районів — Єлабузького і Тукаєвського районів Татарстану.

## Тваринний світ

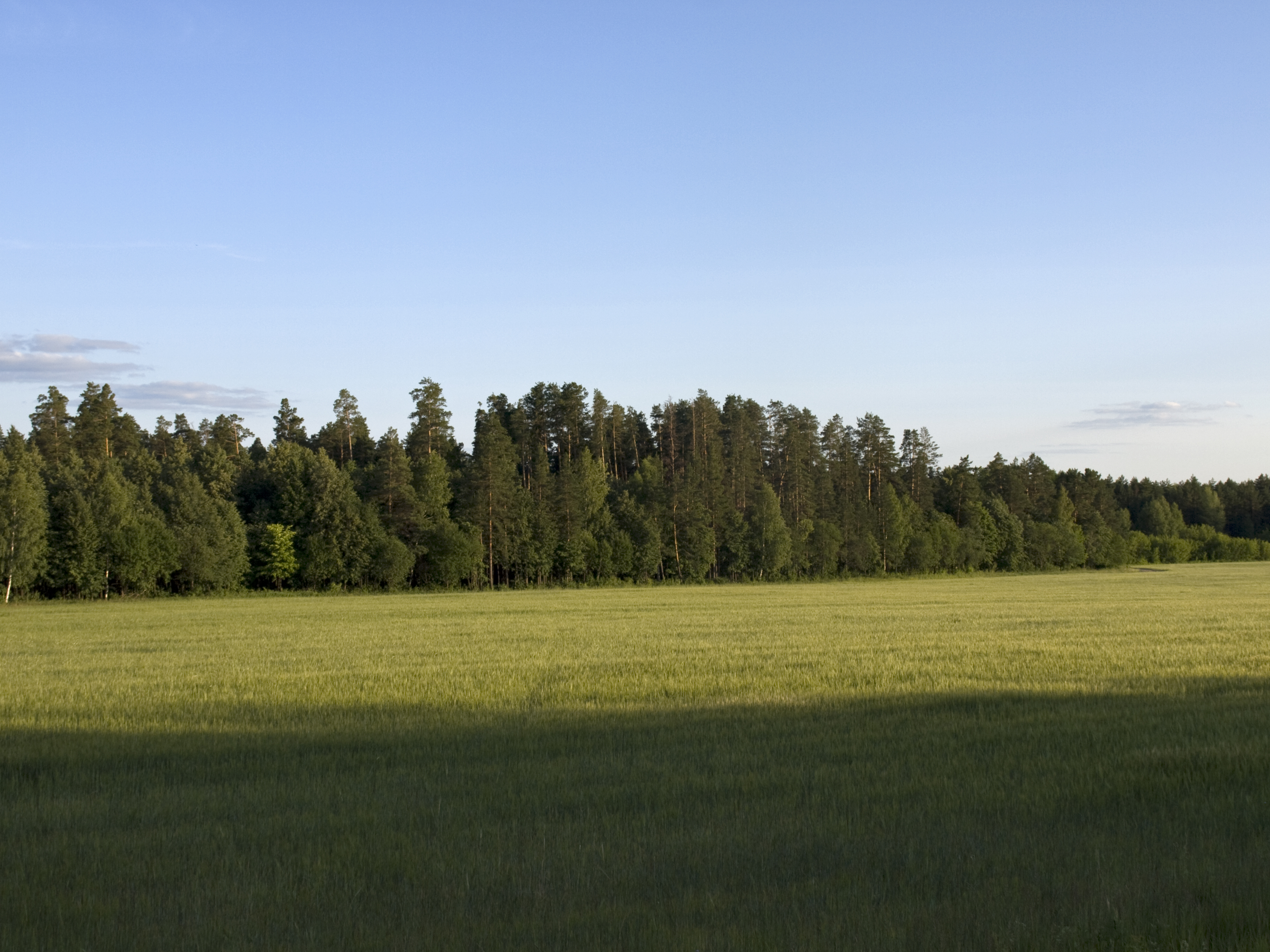
Ділянка Малого Бору, поблизу Єлабуги

Ссавці представлені 41 видом. Серед них і типові мешканці лісу: лось, сарна, вепр, рись, борсук звичайний, куниця лісова, вивірка звичайна, ласка та мешканці водойм і прибережних територій: бобер, ондатра, видра, єнот уссурійський. Нічниця водяна, вухань звичайний, нетопир лісовий, мишівка лісова і бурундук які мешкають в національному парку є рідкісними видами і занесені до «Червоної книги Татарстану». Досить різноманітна орнітофауна (понад 180 видів, у тому числі 136 видів гніздяться). Більшість видів живуть в лісах, на відкритих просторах та водно-болотних ділянках. До фонових належать шуліка чорний, яструб великий, крижень, чапля сіра, великий строкатий дятел, вальдшнеп, марртин звичайний, сова сіра, сойка тощо. Рідкісними є 22 види птахів, вони занесені до Червоної книги Татарстану — пугач, сова сіра, сова довгохвоста, сова біла, орлан-білохвіст, боривітер звичайний, звичайний ремез, горіхівка, чорноголовий реготун тощо. Також фауна представлена 10 видами земноводних, (серед них рідкісні види — тритон гребінчастий, ропуха сіра), 6 видами плазунів (рідкісні види — гадюка звичайна, мідянка, веретільниця ламка), 16 видами риб (озерні і річкові види, такі як щука, судак звичайний, берш, сазан, стерлядь, лящ, минь, сом, синець, в'юн, риба-голка каспійська тощо). Досить багато представлені безхребетні — понад 1000 видів, 22 види з яких занесені до Червоної книги Татарстану.

## Рослинний світ
Парк розташований на кордоні трьох природно-кліматичних підзон (широколистяно-смерекових і широколистяних лісів та лучних степів). Це зумовило різноманітність природно-ландшафтних комплексів і флори парку.

## Туризм

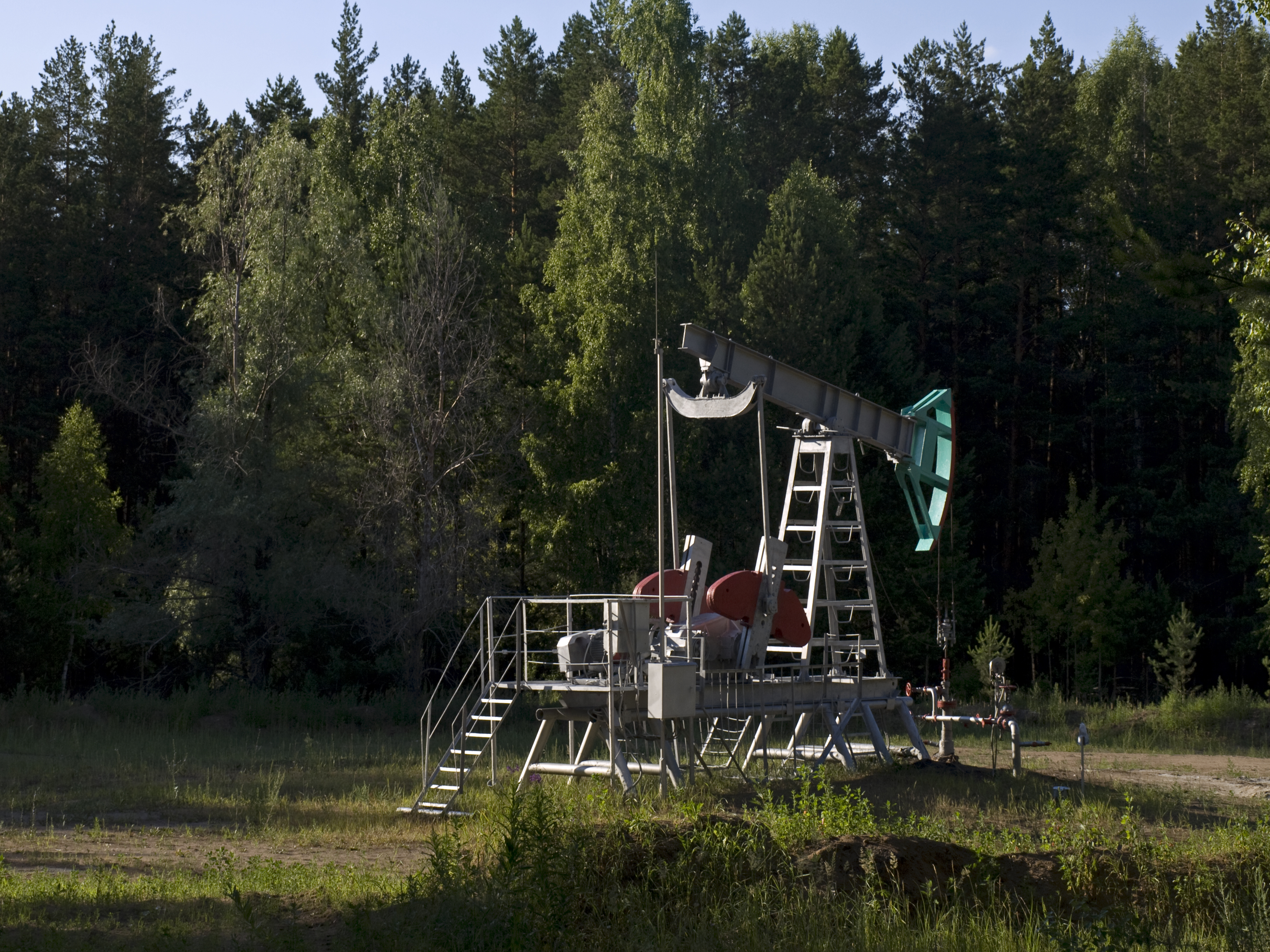
Нафтова вишка на території парку, поблизу села Поспєлово.

Через територію парку прокладено кілька сухопутних і водних туристичних маршрутів. Вони пролягають лісовими масивами, а також водними шляхами по акваторії водосховища та річках Камі і Кріуші.